# Jeannie Leavitt
Jeannie Leavitt est une générale d’armée américaine, retraitée de l’US Air Force.